# Chromonephthea cornuta
Chromonephthea cornuta är en korallart som först beskrevs av Verseveldt 1977.  Chromonephthea cornuta ingår i släktet Chromonephthea och familjen Nephtheidae. Inga underarter finns listade i Catalogue of Life.